# 佐野利器
佐野 利器（さの としかた、1880年（明治13年）4月11日 - 1956年（昭和31年）12月5日）は、日本の建築家、建築構造学者。東京帝国大学名誉教授、日本大学教授、清水組副社長を歴任。宮内省工務課長、明治神宮造営局参与、帝都復興院理事、東京都建築局長、日本建築学会会長なども務めた。1950年日本学士院会員。芸術としての建築より、工学としての建築、とくに耐震工学に重きを置き、日本の構造学の発展に貢献した。

## 生涯
山形県西置賜郡荒砥村（現：白鷹町）の旧家の四男、山口安平として生まれた。生家（山口家）は大地主であったが次第に没落し、また実父の山口三郎兵衛が早くに病死したため、米沢中学在籍時に天童織田家の藩士だった佐野誠一郎の養嗣子となった。（旧制）第二高等学校を経て東京帝国大学建築学科に進学。建築学を辰野金吾に学んだ（辰野は佐野が3年のときに辞任）。
明治36年に卒業後、大学院に進学及び同校講師を経て助教授。この他、国技館や東京駅の構造設計を担当した。この頃の弟子に内田祥三。1906年（明治39年）、サンフランシスコ地震の被害調査のため、アメリカに出張。鉄骨煉瓦造の丸善書店（1909年（明治42年））の構造設計を行った。
1911年（明治44年）よりドイツに留学、欧米を回って1914年（大正3年）4月に帰国。1915年（大正4年）、教授に就任。「家屋耐震構造論」（1915年）で工学博士号を取得。同論文（翌年刊行）は、日本の建築構造学の基礎を築いたものと評され、また建築構造の耐震理論構築としては当時世界初の試みである。
1915年（大正4年）、内務省明治神宮造営局参事・参与を務め、社殿や宝物殿の建設、外苑の整備に関与した。また、1921年（大正10年）に宮内省からの要請を受けて、兼務で宮内省宮内技師に就任した。内匠寮工務課長任を一年間務め、その後同窓の北村耕造に席を譲って自らはふたたび学究の道へと戻った。
この間、建築法規の制定運動を起こし、1919年の都市計画法（旧法）と市街地建築物法（建築基準法の前身）の制定に貢献した。
1920年（大正9年）、日本大学が創立した高等工学校の校長に就任した（同校は1928年（昭和3年）に日本大学工学部（現・日本大学理工学部）となり、佐野は部長に就任）。
1922年、雑誌に発表した都市型地震に関する災害防止策の中で、被災者数約10万と試算した（翌年起こった関東大震災の死者・行方不明者は10万5千人余と推定されている）。また『学芸』1922年10月に「尚科学は国是であらねばならぬ」を発表し、軍国主義を批判し科学立国を主張した。
1923年（大正12年）9月1日に大地震が発生すると、内務省から救護事務官の辞令を受け、救護バラック建設の指揮に当たった。9月末には、内務大臣後藤新平が帝都復興院を置いて総裁に就き、その依頼で佐野も帝都復興院理事・建築局長に就任し、関東大震災後の復興事業・土地区画整理事業を推進したが、これに消極的で拙速主義を取り、予算を削減しようとする副総裁宮尾舜治、理事・計画局長池田宏らと対立した。また、東京市長の永田秀次郎の依頼により、1924年（大正13年）から東京市役所建築局長を兼任し、都市不燃化の一環として100を超える鉄筋コンクリート造の復興小学校建築に当たった。不燃建築（RC造）の建設を促進するため、融資を行う復興建築助成株式会社の設立（1926年、民間及び東京市・横浜市が出資）にも尽力した。この復興建築助成株式会社は、自主的に耐火建築を行おうとする市民に建設費を融資し、耐火建築化を促進する建築会社を指し、日本初の耐火建築助成を目的とした公的資金融資の実例となった。
昭和初め頃、東京帝国大学建築学科は教授の定年退官が続いたことなどで体制が整わない時期であったが、佐野は清水組の経営に関わることになり、定年前に退官した。1929年（昭和4年）-1932年（昭和7年）に清水組の副社長を務め、建設会社組織の近代化を図った（退官後も東大では1941年（昭和16年）まで講師を務めた）。同社副社長を務めた最後の年である1932年には、新京国都建設計画主要プランナーの一人となり、かつて道半ばで挫折した東京改造計画「帝都復興」で培った構想を多く採り入れたものとなる。
清水組退社後は（従来から務めていた）日本大学旧工学部長、東京工業大学教授の職に専念した（いずれも1939年（昭和14年）まで）。
戦後は復興建設技術協会協会長などを務めた。
1950年（昭和25年）、日本学士院（当時の第二部自然科学部門）会員になる。同年11月14日には、新会員一同が昭和天皇から皇居に招かれ午餐を陪食。食事後には、佐野を含む新会員が各自の研究を奏上した。
墓所は雑司ヶ谷霊園。

## 栄典
- 1918年（大正7年）9月26日 - 勲六等瑞宝章[15]
- 1930年（昭和5年）12月5日 - 帝都復興記念章[16]

## 関与作品
- 明治神宮外苑
- 旧岐阜県庁舎（1924年）：設計岐阜県営繕課、矢橋賢吉・佐野が顧問を務める。
- 神奈川県庁舎（1927年）：原案小尾嘉郎（設計コンペ当選案）、設計神奈川県内務部、佐野が顧問を務める。
- 学士会館（1928年）：佐野・高橋貞太郎の連名。
- 旧徳島県庁舎（1930年）：佐野利器設計とされる（顧問か？）。一部が徳島県立文書館として復元されている。
- 山梨県庁舎別館 (旧本館) 及び県議会議事堂（1930年）：設計者不詳。佐野が建設現場を度々訪れたと言われ、設計に関与したと見られている。
- 大和郷（1922年）：六義園西側一帯（現・文京区駒込六丁目）住宅地開発[17]
- 東京駅

## 評価・その他
- 耐震構造学の研究を進め、また震災後の都市復興、都市計画などに務めた功績は特筆される。
- 「震度」の概念を考案したことで知られる[18]。
- 構造計算の必要上から、尺貫法・ポンドヤード法の不合理性を痛感し、メートル法の普及に尽力した[3][19]（建設業界では尺貫法が広く使われており、保守系勢力からも強い反発があった）。
- 形（デザイン）の良し悪しを考えるのは女子供のやること[20][21][22]、という信念を持っていたため建築の思想・芸術面を軽視し、日本の建築学の工学偏重を招いた、とも評される。
- ローマ字推進論者で、戦後、国語審議会委員として、混乱していたローマ字表記の基準作成に尽力した[3]。
- Ricky Sanoとサインしていた。また、小柄であり、雑誌投稿論文に遅飛士、佐野遅飛、ちびなどと署名している[19]。
- 合理主義者で強い信念と行動力を持っていたが、反面、短気で先々でぶつかっては怒って席を立つという一面もあった。東大を去ったのも、学内での衝突が一因だった[2]。

## 著作
- 家屋耐震構造論（震災予防調査会報告 第83号甲2）1917年
- 現代都市の問題 小川市太郎との共著、冬夏社、1921年（大正10年）
- 欧米中央市場図集 松井清足との共著、洪洋社、1925年（大正14年）
- 住宅論 文化生活研究会、1925年（大正14年）
- 耐震構造汎論 谷口忠との共著、岩波書店、1934年（昭和9年）
- 建築（現代日本工業全集 第25巻） 桜井良雄との共著、日本評論社、1935年（昭和10年）
- 家屋耐震並耐風構造（高等建築学 第26巻） 武藤清との共著、常磐書房、1935年（昭和10年）

高等建築学は佐野が個人事業として刊行したもの、全26巻、1932-1935年）

## 関連書籍
- 『佐野利器』（1957年）遺稿・追悼文を収める
- 藤森照信「佐野利器論」（鈴木博之他編『材料・生産の近代』東京大学出版会、2005年）
- 村松貞次郎「耐震構造学者佐野利器」『日本近代建築史ノート』世界書院、1965
- 桐敷真次郎「佐野利器の建築思想」『明治の建築』日本経済新聞社1966
- 森井健介『師と友 建築をめぐる人びと』鹿島研究所出版会、1967
- 高杉造酒太郎『建築人国雑記』日刊建設工業新聞社、1973
- 清水慶一「佐野利料の建築教育観について」『学会大会梗概集・計画』1984
- 橋寺知子「明治末における佐野利器の合理主義的な建築観」『学会大会梗概集・F』1992
- 中谷礼二「耐点構造と＜自己＞という殻」『国学・明治・建築家』波乗社、1993

## 演じた俳優
- 飯田基祐 - 「復興せよ! 後藤新平と大震災2400日の戦い」（2012年（平成24年）1月22日、読売テレビ制作のドキュメンタリードラマ）